# Performa

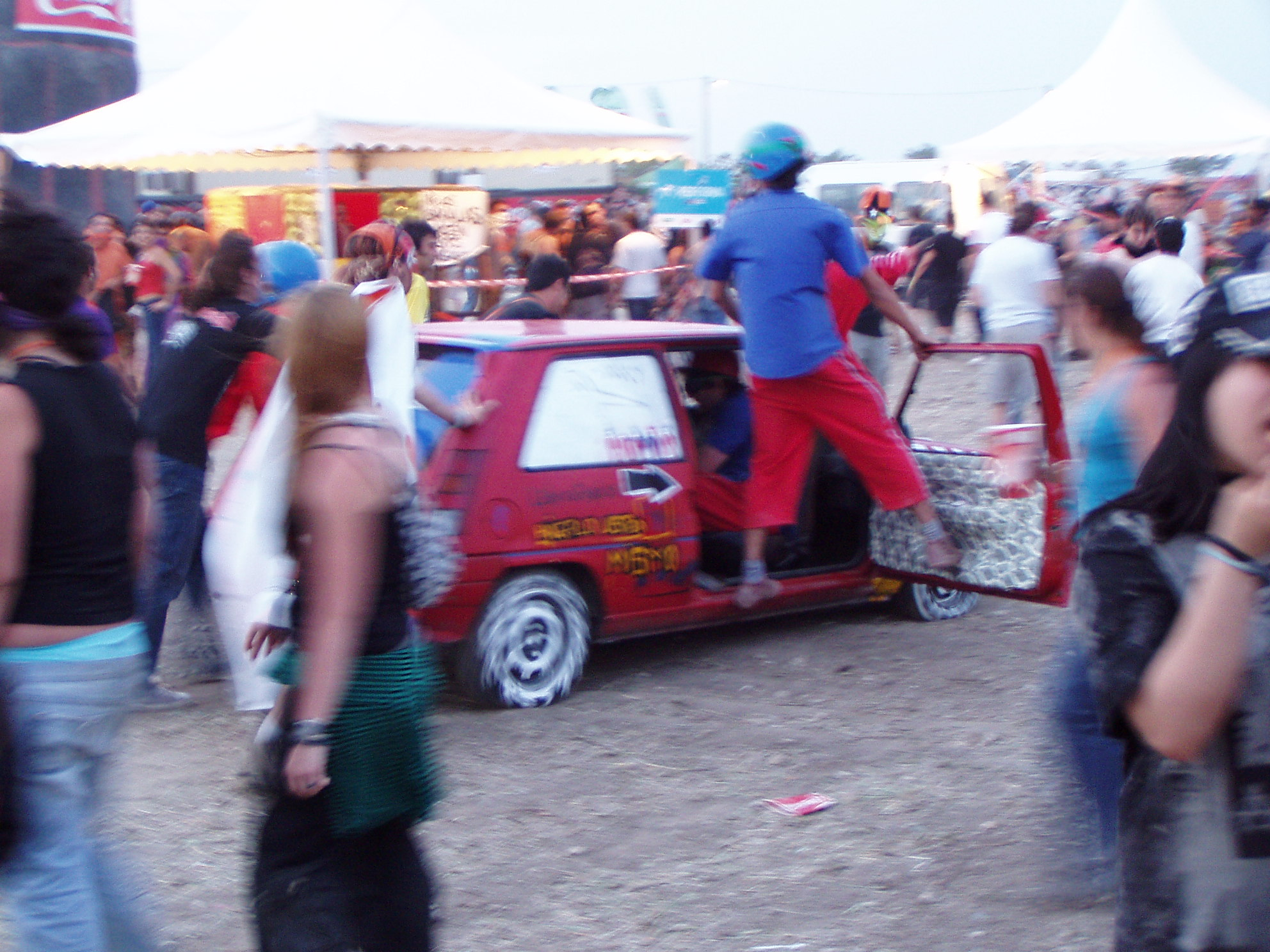
Una de las performances de Corporación Bacilö premiadas en 2005 desarrollándose en el recinto de Festimad.

Performa es un certamen que se celebra de forma paralela al festival de música alternativa Festimad, en el que los participantes desarrollan acciones de libre elección, tales como teatros de calle y otras actividades artísticas, en espacios públicos como son las plazas, los autobuses, las estaciones, etc. Un jurado especializado elegirá a los ganadores, a los que se les premiará económicamente, además de permitírseles efectuar su performance durante la edición correspondiente de Festimad.
Este festival cuenta con 6 ediciones, que se han desarrollado durante los años 2001 a 2006.